# Dictionnaire chinois-français-latin
Dictionnaire chinois-français-latin è un dizionario trilingue compilato da Chrétien Louis Joseph de Guignes.
Opera impressionante e rara, la sua stesura richiese un lavoro lunghissimo iniziato nel 1715 e concluso solamente nel 1811. La sua pubblicazione, patrocinata da Napoleone I, si ebbe nel 1813. È il primo dizionario di questo tipo pubblicato in Francia.
Si basa essenzialmente sul lavoro precedente di Basilio Brollo da Gemona, che fu il primo in assoluto a comporre un dizionario cinese-latino di oltre 7000 caratteri tra il 1692 e il 1694 (prima versione, con i caratteri ordinati in base ai radicali) e nel 1699 (con i caratteri ordinati alfabeticamente) a Nanchino. I manoscritti originali sono perduti, ma oggi esistono delle copie di quei manoscritti, conservati nella Biblioteca Medicea Laurenziana a Firenze.
A lungo questo testo circolò in forma solo manoscritta, nonostante i tentativi di darlo alle stampe, impresa più volte rimandata a causa delle difficoltà tecniche connesse con i caratteri cinesi. Questo problema fu risolto solamente grazie al contributo di un cinese trasferitosi in Francia nel XVII secolo, Arcadio Huang (Huáng Jiālüè), che, su richiesta personale di Luigi XIV, iniziò la realizzazione, con la collaborazione di Étienne Fourmont, di un dizionario e di una grammatica della lingua cinese per la biblioteca personale del re.
Nonostante la morte di Huang nel 1716, Fourmont riuscì a presentare al Reggente la prima parte dell'opera: La tavola delle 214 chiavi. Negli anni a seguire Fourmont riuscì a far realizzare i tipi di tutti i caratteri necessari per il completamento dell'opera (circa 110000), che alla sua morte (avvenuta nel 1745) furono conservati presso la Bibliothèque du Roi. Solamente nel 1802 i caratteri furono portati alla Bibliothèque impériale. Fu solo nel 1808 che tuttavia tornò in auge l'idea di realizzare un vocabolario cinese-francese. In origine, l'opera doveva essere affidata a M. Antonio Montucci da Siena, che, in seguito a pressioni di carattere nazionalistico fu rimpiazzato, con decreto del 22 ottobre 1808 da Chrétien Louis Joseph de Guignes. Questi, al fine di velocizzare l'operazione di redazione, attinse dall'opera del già citato Basilio Brollo, nota come Hán-tsé-Sȳ-ý (Interpretazione occidentale di caratteri cinesi), omettendo tuttavia l'autore originario. Solamente grazie all'opera di ricerca storiografica di Jean-Pierre Abel-Rémusat e di Julius Klaproth l'usurpazione fu scoperta e vennero attribuiti al francescano i giusti meriti.